# Perissomastix gibi
Perissomastix gibi är en fjärilsart som beskrevs av László Anthony Gozmány. Perissomastix gibi ingår i släktet Perissomastix och familjen äkta malar. Inga underarter finns listade i Catalogue of Life.